# Górkowie herbu Łodzia

Herb Łodzia

Górkowie (Gorkowie) herbu Łodzia – polski ród magnacki silnie związany z Kórnikiem, Bninem, Poznaniem i Swarzędzem. Górkowie niekiedy nazywani byli panami z Górki.

## Historia
Rosnące znaczenie rodzinie dał Mikołaj z Górki – kanclerz kapituły poznańskiej (zm. 1439), który będąc właścicielem Kórnika wzniósł w nim okazały zamek, a pod koniec życia erygował kościół parafialny. To on promował Wyszotę i Łukasza, swoich bratanków, synów Jakuba z Górki (zm. 1422). Wyszota Górka przez wiele lat był prepozytem katedralnej kapituły poznańskiej. Łukasz był dworzaninem króla Władysława Jagiełły i zasłużył się również wobec Władysława Warneńczyka na Węgrzech, doprowadzając tam oddziały zaciężnych. W roku 1441 Łukasz zostaje wojewodą poznańskim. Król Kazimierz IV Jagiellończyk powołał Łukasza Górkę na starostwo generalne Wielkopolski, które piastował w latach 1447–1448, 1451–1454 i 1456–1457.
Łukasz ożenił się z Katarzyną Szamotulską, córką i siostrą poznańskich kasztelanów, z którą miał czterech synów, z których dwu, Jakuba i Uriela, przeznaczył na kariery kościelne. Młodo zmarły Jakub otrzymał kanonię poznańską, a chorowity Uriel zgromadził liczne beneficja kościelne, a także objął kanclerstwo koronne oraz zapewnienie o możliwym biskupstwie poznańskim, które objął w roku 1479 i które sprawował aż do śmierci w 1498 r.
Dwaj świeccy bracia Uriela, Jan i Mikołaj, niewiele przeżyli ojca. Jan zmarł w 1478/79 r. jako podkomorzy poznański. Mikołaj zmarł w 1482 r. jako kasztelan gnieźnieński. Tak więc z czterech synów Łukasza Górki pozostał tylko jeden potomek – syn Mikołaja, Łukasz II Górka, którego protektorem, po wczesnej śmierci ojca, został stryj Uriel.
Łukasz (II) Górka osiągnął kolejno urzędy kasztelana lędzkiego (1507), poznańskiego (1511), a później i wojewody poznańskiego w 1515 r. Był też starostą generalnym Wielkopolski w latach 1508–1535. Po śmierci żony przyjął święcenia kapłańskie i w roku 1538 został biskupem kujawskim. Umierał w roku 1542 jako najpotężniejsza i najbogatsza osoba w Wielkopolsce tego czasu. Swój majątek pozostawił jedynemu synowi, Andrzejowi Górce.
Andrzej Górka zmarł w roku 1551, a zrodzone ze swojego małżeństwa (od 1525) z Barbarą z Kurozwęckich (zm. 1545) pięcioro dzieci nie miało już żadnego męskiego potomka. Ostatni z Górków – Stanisław zmarł bezpotomnie w 1592 roku.
Przedstawicieli rodu pochowano w poznańskiej katedrze, w kaplicy Górków.

## Drzewo rodowe Górków
|                           |                                   |                                   |                                   |                                   |                                  |                                  |                             | Wojciech z Górki ur. ? zm. po 1398 |                                 |                                 |                                 |                                           |                                           |                                           |                                           |                        |                        |                        |                        |
|                           |                                   |                                   |                                   |                                   |                                  |                                  |                             |                                    |                                 |                                 |                                 |                                           |                                           |                                           |                                           |                        |                        |                        |                        |
|                           |                                   |                                   |                                   |                                   |                                  |                                  |                             |                                    |                                 |                                 |                                 |                                           |                                           |                                           |                                           |                        |                        |                        |                        |
| Pietrasz wz. 1400         | Pietrasz wz. 1400                 | Pietrasz wz. 1400                 | Pietrasz wz. 1400                 | Pietrasz wz. 1400                 | Pietrasz wz. 1400                | Pietrasz wz. 1400                | Pietrasz wz. 1400           | Jakub z Górki ur. ? zm. 1422/26    | Jakub z Górki ur. ? zm. 1422/26 | Jakub z Górki ur. ? zm. 1422/26 | Jakub z Górki ur. ? zm. 1422/26 | Mikołaj ur. ? zm. 1439                    | Mikołaj ur. ? zm. 1439                    | Mikołaj ur. ? zm. 1439                    | Mikołaj ur. ? zm. 1439                    | Mikołaj ur. ? zm. 1439 | Mikołaj ur. ? zm. 1439 | Mikołaj ur. ? zm. 1439 | Mikołaj ur. ? zm. 1439 |
|                           |                                   |                                   |                                   |                                   |                                  |                                  |                             |                                    |                                 |                                 |                                 |                                           |                                           |                                           |                                           |                        |                        |                        |                        |
|                           |                                   |                                   |                                   |                                   |                                  |                                  |                             |                                    |                                 |                                 |                                 |                                           |                                           |                                           |                                           |                        |                        |                        |                        |
|                           |                                   |                                   |                                   |                                   |                                  | Łukasz ur. ? zm. 11 IV 1475      | Łukasz ur. ? zm. 11 IV 1475 | Łukasz ur. ? zm. 11 IV 1475        | Łukasz ur. ? zm. 11 IV 1475     | Wyszota ur. ? zm. 1453          | Wyszota ur. ? zm. 1453          | Wyszota ur. ? zm. 1453                    | Wyszota ur. ? zm. 1453                    |                                           |                                           |                        |                        |                        |                        |
|                           |                                   |                                   |                                   |                                   |                                  |                                  |                             |                                    |                                 |                                 |                                 |                                           |                                           |                                           |                                           |                        |                        |                        |                        |
|                           |                                   |                                   |                                   |                                   |                                  |                                  |                             |                                    |                                 |                                 |                                 |                                           |                                           |                                           |                                           |                        |                        |                        |                        |
| Uriel ur. ? zm. 21 I 1498 | Uriel ur. ? zm. 21 I 1498         | Jan ur. ? zm. 1478                | Jan ur. ? zm. 1478                | Jan ur. ? zm. 1478                | Jan ur. ? zm. 1478               | Jakub ur. ? zm. 1476             | Jakub ur. ? zm. 1476        | Jakub ur. ? zm. 1476               | Jakub ur. ? zm. 1476            | Mikołaj ur. ? zm. 1482/1497     | Mikołaj ur. ? zm. 1482/1497     | Mikołaj ur. ? zm. 1482/1497               | Mikołaj ur. ? zm. 1482/1497               | Małgorzata ur. ? zm. ?                    | Małgorzata ur. ? zm. ?                    |                        |                        |                        |                        |
|                           |                                   |                                   |                                   |                                   |                                  |                                  |                             |                                    |                                 |                                 |                                 |                                           |                                           |                                           |                                           |                        |                        |                        |                        |
|                           |                                   |                                   |                                   |                                   |                                  |                                  |                             |                                    |                                 |                                 |                                 |                                           |                                           |                                           |                                           |                        |                        |                        |                        |
|                           |                                   |                                   |                                   |                                   |                                  |                                  |                             | Łukasz ur. 1482 zm. 14 X 1542      | Łukasz ur. 1482 zm. 14 X 1542   | Łukasz ur. 1482 zm. 14 X 1542   | Łukasz ur. 1482 zm. 14 X 1542   | Katarzyna z Brudzewa ur. ? zm. przed 1538 | Katarzyna z Brudzewa ur. ? zm. przed 1538 | Katarzyna z Brudzewa ur. ? zm. przed 1538 | Katarzyna z Brudzewa ur. ? zm. przed 1538 |                        |                        |                        |                        |
|                           |                                   |                                   |                                   |                                   |                                  |                                  |                             |                                    |                                 |                                 |                                 |                                           |                                           |                                           |                                           |                        |                        |                        |                        |
|                           |                                   |                                   |                                   |                                   |                                  |                                  |                             |                                    |                                 |                                 |                                 |                                           |                                           |                                           |                                           |                        |                        |                        |                        |
|                           |                                   |                                   |                                   | Andrzej ur. 1500 zm. 1551         | Andrzej ur. 1500 zm. 1551        | Andrzej ur. 1500 zm. 1551        | Andrzej ur. 1500 zm. 1551   | Anna ur. ? zm. ?                   | Anna ur. ? zm. ?                | Anna ur. ? zm. ?                | Anna ur. ? zm. ?                | Katarzyna ur. ? zm. ?                     | Katarzyna ur. ? zm. ?                     | Katarzyna ur. ? zm. ?                     | Katarzyna ur. ? zm. ?                     |                        |                        |                        |                        |
|                           |                                   |                                   |                                   |                                   |                                  |                                  |                             |                                    |                                 |                                 |                                 |                                           |                                           |                                           |                                           |                        |                        |                        |                        |
|                           |                                   |                                   |                                   |                                   |                                  |                                  |                             |                                    |                                 |                                 |                                 |                                           |                                           |                                           |                                           |                        |                        |                        |                        |
|                           | Łukasz ur. ok. 1533 zm. 23 I 1573 | Łukasz ur. ok. 1533 zm. 23 I 1573 | Andrzej ur. ok. 1534 zm. 5 I 1583 | Andrzej ur. ok. 1534 zm. 5 I 1583 | Stanisław ur. 1538 zm. 23 X 1592 | Stanisław ur. 1538 zm. 23 X 1592 | Katarzyna ur. ? zm. ?       | Katarzyna ur. ? zm. ?              | Barbara ur. ? zm. ?             | Barbara ur. ? zm. ?             |                                 |                                           |                                           |                                           |                                           |                        |                        |                        |                        |

## Przedstawiciele bez osobnych haseł
- Jan Górka – podkomorzy poznański i starosta nakielski. Zmarł w 1478.
- Jakub II Górka – student Akademii Krakowskiej, później kanonik kapituły poznańskiej. Zmarł w 1476.

## Zamki i pałace Górków

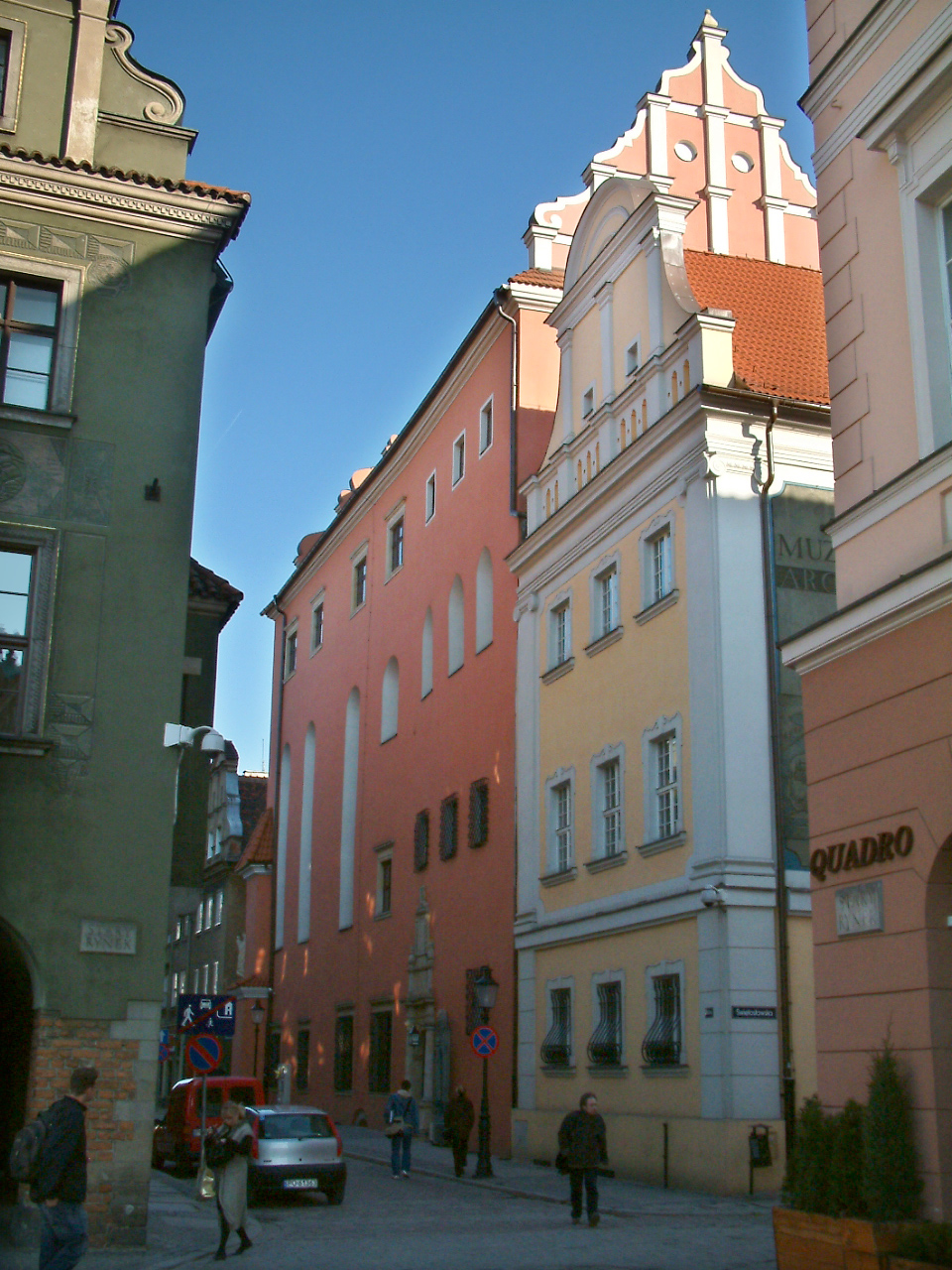
Pałac Górków w Poznaniu
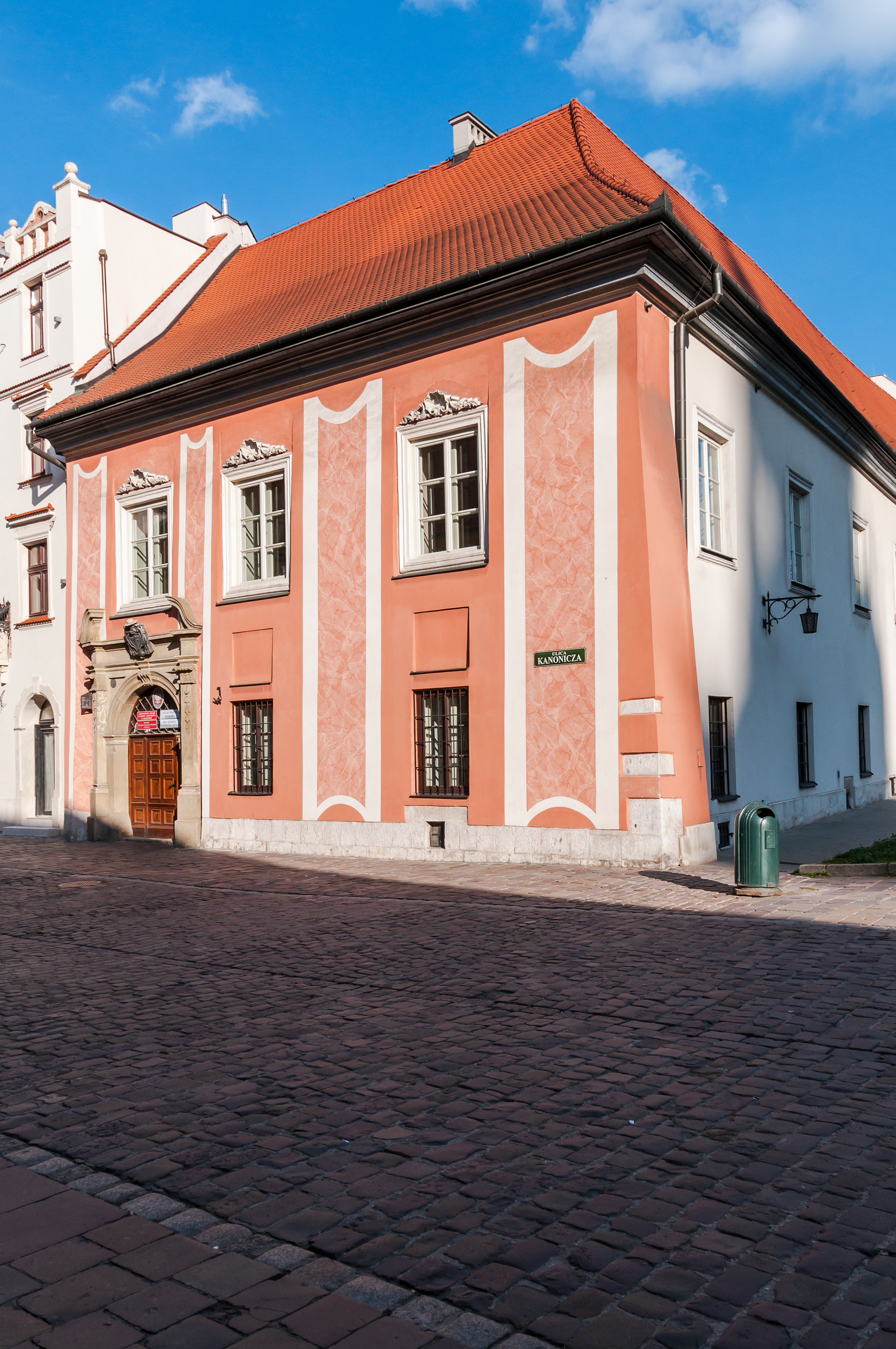
Pałac Górków w Krakowie
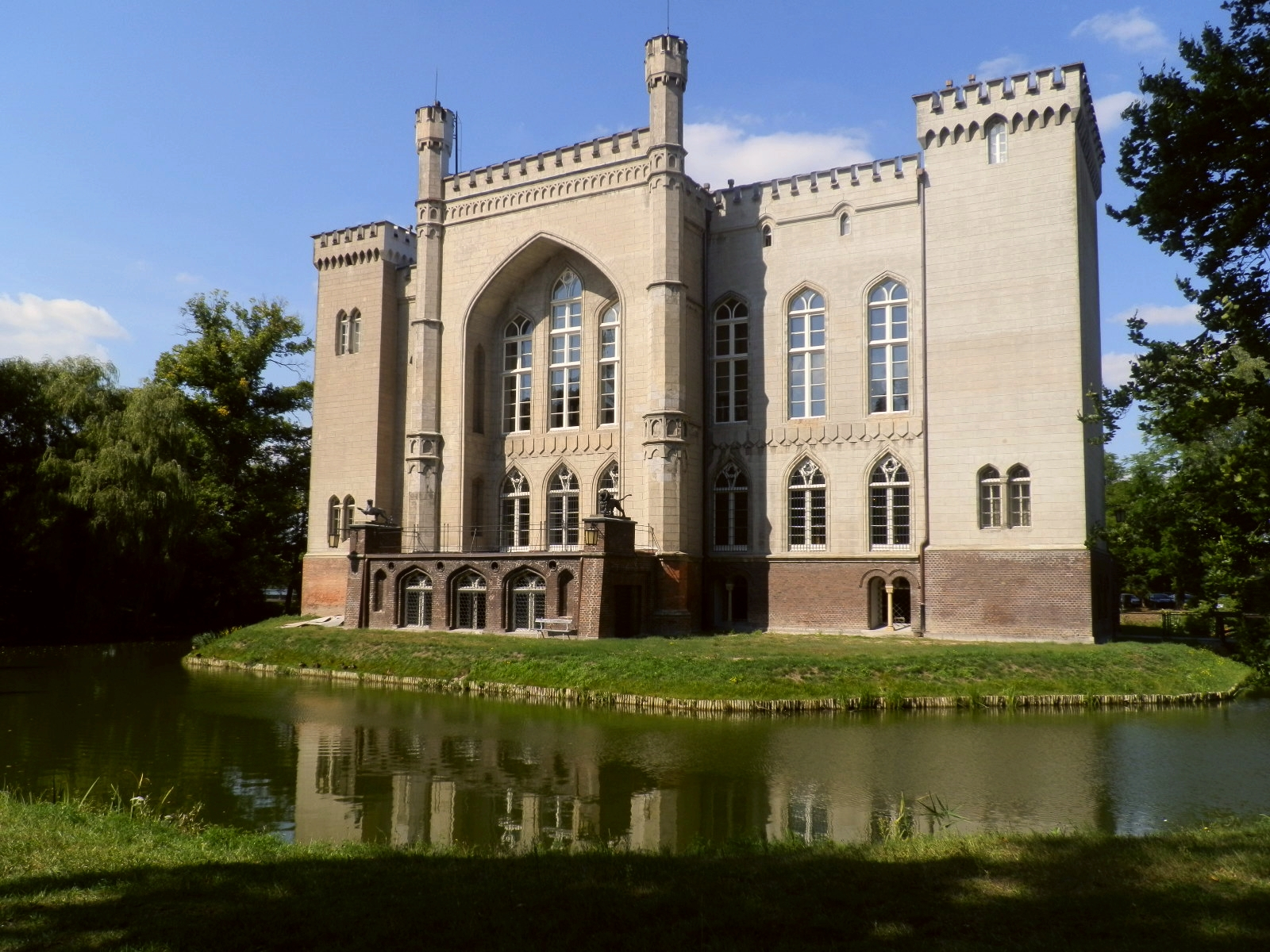
Zamek w Kórniku
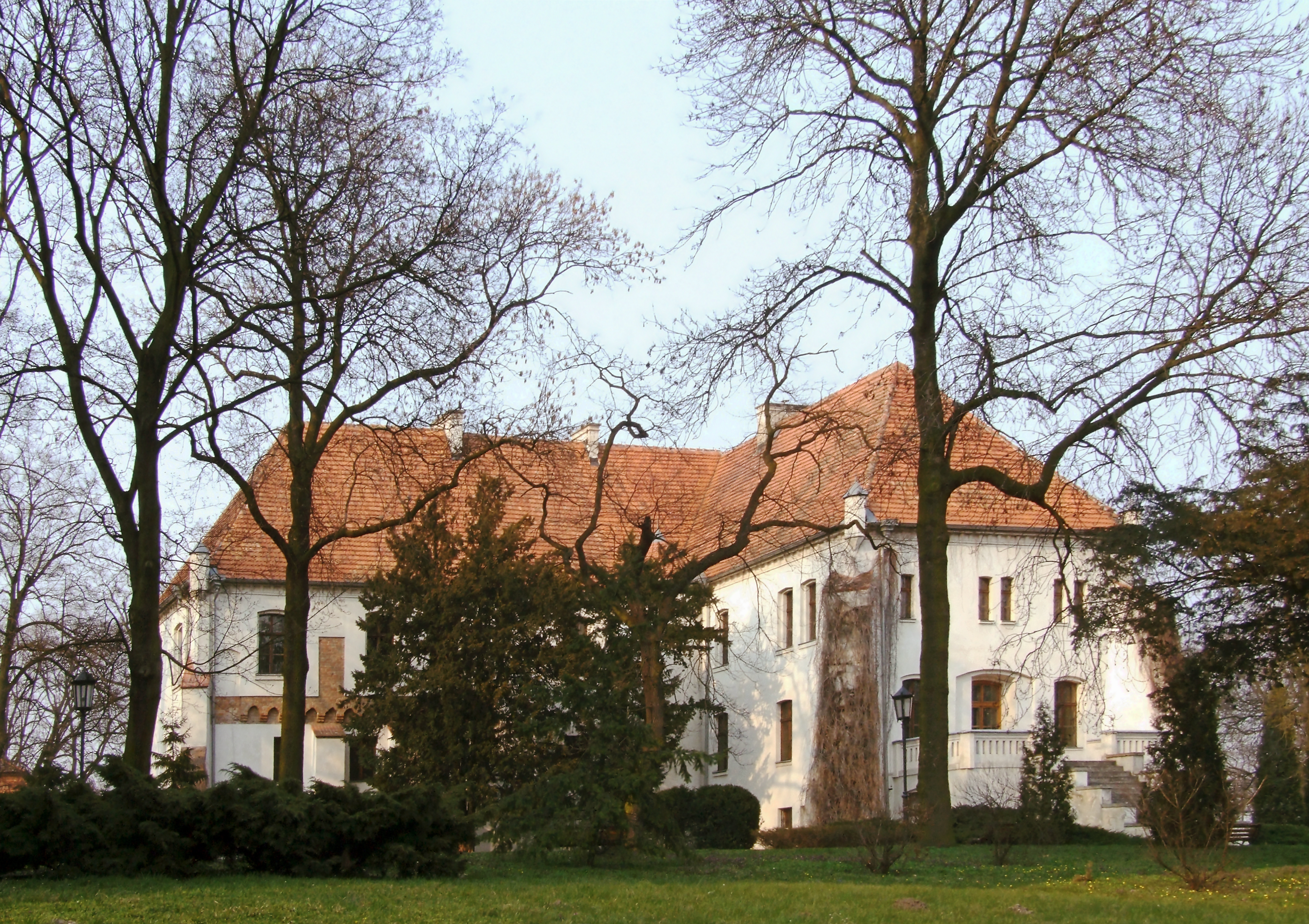
Zamek w Szamotułach